# محافظة كراتي
محافظة كراتي هي محافظة في كمبوديا، بلغ عدد سكانها 318٬523 نسمة، عاصمتها Kratié (town) ‏، تبلغ مساحتها 11٬094٫0 كيلومتر مربع.

## الموقع
تشترك في الحدود مع:
- محافظة ستونغ ترينغ.

## التقسيمات الإدارية
- Chhloung district [الإنجليزية]‏
- Sambour district [الإنجليزية]‏
- Snuol district [الإنجليزية]‏.